# Pittosporum hematomallum
Pittosporum hematomallum är en tvåhjärtbladig växtart som beskrevs av André Guillaumin. Pittosporum hematomallum ingår i släktet Pittosporum och familjen Pittosporaceae. Inga underarter finns listade.